# Sinodielsia
Sinodielsia es un género monotípico de planta herbácea perteneciente a la familia Apiaceae. Su única especie: Sinodielsia digitata es originaria de Asia.

## Taxonomía
Sinodielsia digitata fue descrita por Yevgueni Kliuikov y publicado en Feddes Repert. 97: 756 1986.